# Mikołaj Kazimierz Naruszewicz
Mikołaj Kazimierz Naruszewicz herbu Wadwicz (zm. w 1672 roku) – podstoli połocki w latach 1663-1672.
Poseł sejmiku brzeskolitewskiego na sejm 1665 roku.